# ستاكونتا

شعار ستاكونتا.

ستاكونتا (بالفنلندية: Satakunta) (بالسويدية: Satakunda)، إقليم فنلندي. عاصمة الإقليم هي مدينة بوري. تحدها أقاليم فارسينايس سوومي و‌كانتا هامي، بيركانما و‌بوهيانما الجنوبية و‌بوهيانما.